# Volmanskär
Volmanskär är en ö i Finland.   Den ligger i kommunen Pargas i den ekonomiska regionen  Åboland  och landskapet Egentliga Finland, i den sydvästra delen av landet, 210 km väster om huvudstaden Helsingfors.
Terrängen på Volmanskär är mycket platt. Öns högsta punkt är 9 meter över havet.